# Royal Hunt
Royal Hunt es un grupo danés de metal progresivo formado en 1989 por el teclista André Andersen. Actualmente la banda la conforma, además de Andersen, D.C. Cooper (voz), Andreas "Jabo" Johansson (batería) , Andreas Passmark (bajo) y Jonas Larsen (Guitarra).

## Historia
El virtuoso teclista danés de origen ruso André Andersen, formó la banda en 1989, influido por grupos de rock sinfónico como Yes, cuyo estilo está muy presente. Junto a André Andersen se encontraban el gran guitarrista Jacob Kjaer, considerado el mejor guitarrista zurdo de Dinamarca, el bajista Steen Mogensen, amigo de André Andersen, en la batería el destacado Keneth Olsen y en las voces Henrik Brockmann. Con esta formación la banda dio a luz dos discos considerados como metal progresivo sinfónico melódico, los destacados Land of Broken Hearts y Clown in the Mirror. De los cuales resaltan temas como «Epilogue» (canción que usan para cerrar todos sus conciertos), «Clown in the Mirror», «Flight», «Running Wild», «Ten To Life», «Day in Day Out», «Wasted Time», «On the Run», «Kingdom Dark», «One by One», «Land of Broken Heart» (su primer videoclip y sencillo), «Easy Rider», «Legion of the damned», «Stranded», entre otras. A mediados del año 1994, Henrik Brockmann decide salir de la banda para concentrarse en otros proyectos. Es cuando encuentran a un cantante desconocido en aquel tiempo: el estadounidense D.C. Cooper, personaje que había audicionado para ser el sucesor de Rob Halford en Judas Priest, puesto del que fue rechazado, entrando Tim "Ripper" Owens. Con Cooper graban los discos Moving Target y Paradox, destacando temas como «Stay Down», «Last Goodbye», «Message To God», «The Final Lullaby», «Time Will Tell», «Tearing Down the World», «1348», «Silent Scream», «Restless» y la obra conceptual que inicia con «Long Way Home». Luego el grupo pasó por bastantes cambios en su formación, el último de los cuales fue que John West abandonó la banda en marzo de 2007 a través de un comunicado oficial por "diferencias musicales". Con West grabaron los discos: Fear, The Mission (Basado en la obra Las Crónicas Marcianas de Ray Bradbury), The Watchers, Eyewitness y Paper Blood. De estos discos destacan canciones como «Fear», «Cold City Light», «Lies», «Follow Me», «The Mission» (Tema que se grabó junto al baterista original Keneth Olsen), «Surrender», «Days of No Trust», «5th Element», «Hunted», «Can't Let Go», «Break Your Chains», «SK 983», «Never Give Up» y la reedición de «Clown in the Mirror» del disco The Watchers. Pero en el verano del 2007, Mark Boals (Ex Yngwie Malmsteen y Ted Nugent), observó seriamente la posibilidad de entrar en una banda permanente y Royal Hunt fue una gran oportunidad que aprovechó. Con él grabaron Collision Course... Paradox 2, destacando canciones como «Chaos A.C.» (Segunda continuación de su obra conceptual), «Tears of the sun», «Principles of Paradox» (El final de su obra conceptual iniciada desde Long Way Home), «High Noon At The Battlefield», «Blood in Blood Out», y el disco X. Este último fue puesto a la venta en el año 2010. En ambos discos se cuenta con la colaboración del cantante original Henrik Brockmann en los coros. Del disco X destacan canciones como «Army Of Slaves», «Back To Square One» y «Falling Down». 
En el 2011. Su antiguo cantante D.C. Cooper anuncia una gira de reunión para conmemorar el disco Paradox con varios conciertos en Europa. Luego de esta gira Cooper vuelve a ser el vocalista de Royal Hunt en forma permanente luego de 13 años, grabando el álbum Show Me How to Live.
En el 2015 sale a la luz el disco Devil's Doze, y para el año 2016 estará disponible el disco en vivo Cargo.

## Formación actual
- D.C. Cooper - Voz
- André Andersen - Teclado (fundador)
- Jonas Larsen - Guitarra
- Andreas Johansson - Batería
- Andreas Passmark - Bajo

## Anteriores integrantes
- Henrik Brockmann - Voz (1989-1994) (fundador)
- John West - Voz (1999-2007)
- Toni Rahm - Guitarra (1990)
- Christian Helgesson - Guitarra (1992)
- Mark Boals - Voz (2008-2011)
- Jacob Kjaer - Guitarra (1992-2003) (Primer guitarrista oficial)
- Steen Mogensen - Bajo (1989-2003) (fundador)
- Kenneth Olsen - Batería (1989–1996; 2004–2007) (fundador)
- Marcus Jidell - Guitarra (2004-2011)
- Allan Tschicaja - Batería (2002-2003)
- Per Schelander - Bajo (2005–2009)
- Allan Sorensen - Batería (1996-2002; 2007-2015)

## Discografía

### Estudio
- 1992: Land of Broken Hearts
- 1993: Clown in the Mirror
- 1995: Moving Target
- 1997: Paradox
- 1999: Fear
- 2001: The Mission
- 2002: The Watchers
- 2003: Eyewitness
- 2005: Paper Blood
- 2008: Collision Course... Paradox 2
- 2010: X
- 2011: Show Me How to Live
- 2013: A Life to Die For
- 2015: Devil's Dozen
- 2018: Cast in Stone
- 2020: Dystopia

### Directos
- 1996: Live 1996
- 1998: Closing the Chapter
- 1999: Double Live in Japan
- 2006: Live 2006
- 2016: Cargo

### EP
- 1993: The Maxi EP
- 1995: Far away
- 1998: Message to God
- 2000: Intervention